# Свендборг
Свендборг (дан. Svendborg) је значајан град у Данској, у јужном делу државе. Град је у оквиру покрајине Јужна Данска, где са околним насељима чини једну од општина, општину Свендборг. Данас Свендборг има око 27 хиљада становника у граду и око 59 хиљада у ширем градском подручју.

## Географија
Свендборг се налази у јужном делу Данске. Од главног града Копенхагена, град је удаљен 190 километара југозападно.
Рељеф: Град Свендборг се налази у југоисточном делу данског острва Фин, на месту где се њему приближава мање острво Туро. Градско подручје је покренуто за данске услове. Надморска висина средишта града креће се од 0 до 50 метара.
Клима: Клима у Свендборгу је умерено континентална са утицајем Атлантика и Голфске струје.
Воде: Свендборг се образовао на морском каналу који раздваја Фин и мање острво Туро.

## Историја
Подручје Свендборга било је насељено још у доба праисторије. Данашње насеље први пут се спомиње око 1200. године, које већ 1253. године добија градска права.
И поред петогодишње окупације Данске (1940-45.) од стране Трећег рајха Свендборг и његово становништво нису много страдали.

## Становништво
Данас Свендборг има око 27 хиљада у градским границама и око 59 хиљада са околним насељима.
Етнички састав: Становништво Свендборга је до пре пар деценија било било готово искључиво етнички данско. И данас су етнички Данци значајна већина, али мали део становништва су скорашњи усељеници.

## Галерија
- Стари део Свендборга са главном црквом
- Најстарија градска кућа, данас Градски музеј
- Музеј „Натурама“
- Градска марина

## Партнерски градови
- Штралзунд
- Jönköping Municipality